# كأس ألبانيا 1967–68
كأس ألبانيا 1967–68 (بالألبانية: Kupa e Republikës 1967-68‏) هو موسم من كأس ألبانيا. أشرف على تنظيمه اتحاد ألبانيا لكرة القدم، وفاز فيه بارتيزاني تيرانا.